# 蘇德良 (1916年)
蘇德良（1916年—2006年），籍貫不詳，台灣政治人物，屬中國國民黨籍。1965年因林番王過世，經由補選繼任第五屆基隆市市長，1968年成功連任，1973年卸任。

## 早年生平
蘇德良早年住在基隆市旁的四角亭，做煤礦買賣。後來才搬到基隆市。
1950年，三十五歲的蘇德良參選第一屆基隆市議會選舉，最後落選。之後他又參選信義區長，順利當選。
第二屆市議員選舉時，蘇德良再度參選市議員，最後於第一選區當選。並被選為副議長。1954年，當選第三屆議員。
1958年，蘇德良退出選舉。暫別政壇。1961年，蘇德良參選第五屆市議員選舉當選，並被選為議長。
1964年，第六屆基隆市議會選舉。蘇德良再度退出選舉。

## 基隆市長
1965年7月，基隆市長林番王病逝，任期尚餘二年十個月。依規定任期尚餘一年以上者須補選。蘇德良出馬登記角逐市長補選，在同年9月26日投票中。擊敗林達聰、張金鐘，當選市長，1965年10月1日宣誓就職。
1968年，蘇德良爭取連任，在第六屆基隆市長選舉中擊敗蔡火炮、林水明，連任成功。
卸任後，蘇德良曾任第一銀行常務董事。

## 故居
蘇德良故居位於基隆巿東明路55巷，是一棟外觀像宮殿又像廟的三層樓建築，於2014年拆除。 

## 相關書籍及傳記
- 〈蘇德良「淡泊明志」〉，台灣時報社集體探訪，《政海浮沉錄》，鳳山市：《台灣時報》社，1977年9月。

| 政府职务              | 政府职务                                          | 政府职务      |
| --------------------- | ------------------------------------------------- | ------------- |
| 基隆市政府            |                                                   |               |
| 前任： 江繼五（代理） | 基隆市市長 第五-六屆 1965年10月21日－1973年2月1日 | 繼任： 陳正雄 |